# Gemeine Preiselbeer-Nacktbasidie
Die Gemeine Preiselbeer-Nacktbasidie (Exobasidium vaccinii) ist eine Brandpilzart aus der Familie der Nacktbasidienverwandten (Exobasidiaceae). Sie lebt als Endoparasit auf Preiselbeeren (Vaccinium vitis-idaea) und infiziert deren Blätter. Symptome des Befalls durch die Gemeine Preiselbeer-Nacktbasidie sind leuchtend rote Blätter und stark verdickte, von Myzel überzogene Gallen auf der Blattunterseite. Die Art ist im gesamten Verbreitungsgebiet der Preiselbeere nachgewiesen.

## Merkmale

### Makroskopische Merkmale
Die Gemeine Preiselbeer-Nacktbasidie ist mit bloßem Auge zunächst nicht zu erkennen. Anfangssymptome des Befalls erscheinen in Form von leuchtend roten, gelblich umrandeten Flecken auf der Blattoberseite. Später formen sich etwa 1 cm breite, stark verdickte rosa Gallen auf der Blattunterseite aus, auf deren Oberfläche das weiße Myzel durchbricht. Von dort aus überwuchert es schließlich das gesamte Blatt.

### Mikroskopische Merkmale
Das Myzel von Gemeine Preiselbeer-Nacktbasidie wächst interzellulär und bildet Saugfäden, die in das Speichergewebe des Wirtes wachsen. Die viergesporten Basidien sind 40–50 × 4–5 µm groß, unseptiert und schmalkeulig. Sie werden entweder einzeln oder in Büscheln zwischen den Zellen der Pflanzenepidermis gebildet. Die zylindrischen Sporen sind hyalin, dünnwandig und messen 11–20 × 2–4 µm. Im Reifestadium sind sie ein- bis sechsfach septiert.

## Verbreitung
Die Gemeine Preiselbeer-Nacktbasidie ist holarktisch verbreitet, sie ist an das Vorkommen der Preiselbeere (Vaccinium vitis-idaea) gebunden.

## Ökologie
Einziger Wirt der Gemeinen Preiselbeer-Nacktbasidie ist die Preiselbeere. Der Pilz ernährt sich von den im Speichergewebe der Pflanzen vorhandenen Nährstoffen; zunächst beschränkt auf die Blätter, schließlich dann auf der gesamten Pflanze. Die Übertragung von einer Pflanze zur nächsten erfolgt durch Sporenflug. Die Sporen keimen in 8–11 × 1 µm großen Konidien, aus denen sich dann ein neues Myzel entwickelt.